# Byholma sjö
Byholma sjö är en sjö i Ljungby kommun i Småland och ingår i Lagans huvudavrinningsområde.